# トッポ・ジージョ
『トッポ・ジージョ』 (Topo Gigio) は、マリア・ペレーゴ原作のイタリア人形劇のキャラクター。イタリア・ミラノ生まれのネズミの男の子が主人公の物語。

## 概要
トッポ・ジージョはマリア・ペレーゴによって1958年に創造された、指人形と棒遣いの併用による操り人形（パペット）のキャラクター。
2001年に「日本におけるイタリア年」のメインキャラクターに選ばれた。
2011年に日伊親善大使に就任した。

### キャラクター
トッポ・ジージョ (Topo Gigio)
主人公。「トッポ」が姓で、「ジージョ」が名。ジージョは愛称で、本名は「トッポ・ルイージ (Topo Luigi)」。なお、イタリア語でルイージ（英語のルイスに相当する名）の愛称がジージョ (Gigio)。
トッポとはイタリア語でネズミを意味する言葉であるが、トーポと伸ばして発音するほうが本来の発音に近く、トッポと発音した場合には切り株 (toppo) という意味になる。
身長25センチメートルで大きい耳、青い目、ブロンドの髪の毛が特徴。操り人形では黒いカーテンを背景に3人で操演された。
ロージー (Rosy)
ジージョのガールフレンド。「ロージィ」と片仮名表記されることもある。

### 出演作
- エド・サリヴァン・ショー
- ゼッキーノ・ドーロ

## 人形劇

### 1966年版
日本では、1966年8月22日からTBSの『おはよう・にっぽん』（月曜 - 金曜 8:00 - 9:00）で放送された後、1966年10月3日から同年10月17日まで同局の『ナショナル劇場』（月曜 20:00 - 20:56）で『トッポ・ジージョ・イン・ジャパン』と題して放送。それから半年後の1967年3月7日から同年9月26日までTBS系列局で単独番組『トッポ・ジージョ』として放送された後（火曜 18:00 - 18:30）、1967年10月9日から1968年1月29日まで『チャオ!トッポ・ジージョ』と題して放送されていた（月曜 19:00 - 19:30　ゼネラルフーズ1社協賛）。
これらの放送期間中、小学館の学習雑誌『小学一年生』『小学二年生』『小学三年生』に石森章太郎（後の石ノ森章太郎）によるコミカライズ版が連載されていた。
放送当時、日本におけるトッポ・ジージョのライセンス窓口を担当した小学館では1966年11月末現在において44社から185件の商品化許諾を受けるなど、日本でも人気キャラクターになった。
なお『トッポ・ジージョ・イン・ジャパン』に関しては、

#### キャスト
- トッポ・ジージョ - 山崎唯
- ロージー - 久里千春
- 司会 - 大村崑
- 作・構成 - 血脇啓寿

#### 主題歌
「ぼくはトッポちゃん」
作詞 - 安井かずみ / 作曲 - 山崎唯 / 歌 - 山崎唯
「すてきなロージィ」
歌 - 久里千春
「トッポちゃんマーチ」
作詞 - 松原雅彦 / 作曲 - 大沢保郎 / 歌 - 山崎唯
「チャオ!トッポ・ジージョ」
作詞 - 大橋巨泉 / 作曲 - 司一郎 / 歌 - 山崎唯
| TBS系列 火曜18:00枠                                                                           | TBS系列 火曜18:00枠                                                        | TBS系列 火曜18:00枠                                                            |
| 前番組                                                                                        | 番組名                                                                     | 次番組                                                                         |
| --------------------------------------------------------------------------------------------- | -------------------------------------------------------------------------- | ------------------------------------------------------------------------------ |
| こがね丸                                                                                      | トッポ・ジージョ （1967年3月7日 - 1967年9月26日）                          | 丹下左膳（松山英太郎版） （1967年10月3日 - 1968年4月2日）                      |
| TBS系列 月曜19:00枠                                                                           |                                                                            |                                                                                |
| 負けたらあかんぞ! （1967年7月3日 - 1967年9月25日） ※ここまで朝日放送制作・ 花王石鹸一社提供枠 | チャオ!トッポ・ジージョ （1967年10月9日 - 1968年1月29日） ※ここからTBS制作 | ヤマハヤングジャンボリー （1968年2月5日 - 1968年9月23日） ※土曜19:00枠から移動 |

### 1978年版
『ママとあそぼう!ピンポンパン』の1コーナーとして放送。

#### キャスト
- トッポ・ジージョ - 団しん也

#### 主題歌
「キュルルピア」
歌 - トッポ・ジージョ〈団しん也〉
「おやすみなさいは一度だけ」
歌 - トッポ・ジージョ〈団しん也〉 & 酒井ゆきえ
「ジージョの夢うらら」
歌 - トッポ・ジージョ〈団しん也〉
「ジージョのはつこい」
歌 - トッポ・ジージョ〈団しん也〉 & 酒井ゆきえ

## 映画
1967年7月20日に日比谷有楽座RSで公開された映画。タイトルは『トッポ・ジージョのボタン戦争』。配給は東和。併映短編アニメは『ウッドペッカーのお家さがし』『クマさんのおさかな騒動』トッポ・ジージョには操り人形を用いている。
2004年にリバイバル上映され、翌2005年にDVD化された。

### 解説
TBSのディレクターだった堂本暁子が、トッポ・ジージョと文楽人形を共演させる特番を製作した際、撮影現場に映画監督市川崑を見学に呼んだことが製作のきっかけとなった。『エド・サリバン・ショー』のゲスト回で視聴して以降、トッポ・ジージョのファンだった市川は、自身の映画デビューが人形劇の『娘道成寺』だったこともあり、いつか再び人形劇映画を撮りたいと望んでいた。そこにトッポ・ジージョの操演者であるマリア・ペレゴを来日させた青山ヨシオより映画の監督を打診され、マリアや配給会社の東和が乗り気だったことから話はトントン拍子に進んだ。映画は長編映画として企画され、市川は当時の冷戦状況を反映した世相を採り入れることにし、東和からは仏映画の『赤い風船』をイメージした作品を要望され、これらの要素を入れた脚本が作られることになった。脚本作りは笑いやギャグの要素が多く、市川以外がメインをやるのが良いとの意見を受けて永六輔が起用されたが、予想以上に脚本の上りが遅く、いざ撮影に入ると、映画撮影用の照明では操演者が映り込み易くなることが判明して、特別な撮影スタジオを使用したが、撮影自体は難航し、ワンカットで2-3時間も費やすることもざらだった。こうして完成した映画だったが、「現代の童話を真剣に作ろうとしたものの、トッポ・ジージョの魅力に溺れてしまい、ジージョ本人を活かせず、ストーリーも曖昧な失敗作になってしまった」と、後に市川は述懐している。

### キャスト
- トッポ・ジージョ - 中村メイコ（声）
- 緑の靴下の男 - 冬城五郎
- 赤の靴下の男 - 根上忠
- 黄の靴下の男 - 園八雲
- 青の靴下の男 - 布施紘一
- 紫の靴下の男 - 須永恒
- ボス - 大平透
- ナレーター - 小林桂樹

### スタッフ
- 製作 - 青山ヨシオ、フェデリコ・カルドウラ、市川崑
- 監督 - 市川崑
- 脚本 - 市川崑、永六輔、アルベルト・オンガロ、フィデリコ・カルドウラ
- Gag Man - 永六輔
- 撮影 - 長野重一
- 照明 - 久米光男
- 美術 - マリオ・ミラニ、青木浩
- 音楽 - 中村八大
- 主題歌＜チャオ チャオ トッポ・ジージョ＞作詞 - 永六輔、作曲 - 中村大八、唄 - 中村メイコ
- 録音 - 大橋鉄矢
- 編集 - 堀内一郎
- 操演 - マリア・ペレゴ、フェデリコ・ジオーリ、オッタビオ・パルメッティ
- 助監督 - 難波敏夫、三輪道彦
- 製作補 - 富沢幸男
- 製作主任 - 園八雲
- 協力 - 科学技術館、東洋現像所（現・イマジカ）、アオイスタジオ
- 協賛 - ライオン歯磨、アリタリア航空、日本テレビ
- スチール - 中林勝昭
- 現像 - 東洋現像所

## テレビアニメ

### 1988年版
テレビアニメ版の第1作。
当初は朝日放送と日本アニメーションの共同制作で、1988年4月27日から同年9月21日までテレビ朝日系列局で放送されていたが（水曜 18:50 - 19:20）、1988年10月7日放送分からはテレビ東京と日本アニメーションの共同制作になり、タイトルも『夢見るトッポ・ジージョ』に変更。以後は同年12月30日までテレビ東京系列局で放送されていた（金曜 18:30 - 19:00）。キャストとスタッフは基本的に朝日放送制作時代と同じだった。
本作でのトッポ・ジージョは未来の宇宙飛行士で、現代のイタリアへタイムスリップしたという設定。トッポ・ジージョのキャラクター以外、ストーリーは完全なアニメオリジナルである。

#### 声の出演

##### ネズミ
- トッポ・ジージョ - 中尾隆聖
- ミミ - 水谷優子
- カート - 緒方賢一
- ピエール - 小野健一
- アルノール - 矢田稔
- ドグ - 八奈見乗児
- ホリー - 堀内賢雄

##### ネコ
- メガロ - 郷里大輔
- アロ - 龍田直樹
- ブラッキオ - 古田信幸
- ダイナ - 川浪葉子

##### 人間 etc.
- ジーナ - 山野さと子
- アメリア - 藤田淑子
- パパ - 喜多川拓郎
- クノップ - 京田尚子
- ストラウド - 喜多川拓郎
- ミス・グロリア - 川浪葉子
- オサリバン - 矢田稔
- パク（犬） - 島田敏

#### スタッフ
- 製作 - 本橋浩一
- 製作管理 - 高桑充
- 原作 - マリア・ペレゴ
- 音楽 - 越部信義
- キャラクターデザイン - 白梅進
- 美術設定 - 川本征平
- 美術監督 - 石橋修一
- プロデューサー - 鍋島進二（朝日放送）、佐藤昭司
- 監督 - 石黒昇、腰繁男
- 撮影監督 - 森田俊昭
- 録音監督 - 田中英行
- オープニング作画 - 遊佐和重
- 動画チェック - 望月頼子、安西慶江、五月女浩一朗、辻繁人、前田達良、大友健一、本橋ひろみ、谷端哲司
- 背景 - アトリエローク、スタジオアクア
- 色指定 - 進藤ミツ、島方亜矢子、佐藤麻希子、北川明美、仮屋弘美、岩崎静子、河野美智代、児玉八重子
- 特殊効果 - 干場豊、琴吹たかし、塩路雅子、太田憲之
- 撮影 - トランス・アーツ
- 編集 - 笠原義宏、名取信一 → 中村誠人
- ネガ編集 - 上遠野英俊
- 録音制作 - 小野哲男
- 整音 - 佐藤千明
- 効果 - 庄司雅弘（フィズサウンドクリエイション）
- スタジオ - アバコスタジオ
- タイトル - 道川昭
- 現像 - 東京現像所
- 制作デスク - 小関修一、田崎康博、東道泰
- 制作進行 - 岡田修一、山口博史、越智浩仁、上杉隆一、山元克仁、高倉敏之、倉本斉、高杉忠幸、浜中明、与那嶺敬
- 演出助手 - 今成英司、白旗伸朗、大谷正弘、神保聡
- 制作協力 - トランス・アーツ、ワールドテレビジョン
- 制作 - 朝日放送 → テレビ東京、日本アニメーション

#### 主題歌
オープニングテーマ - 「Tango Chu Chu」
作詞 - 冬杜花代子 / 作曲 - 森田公一 / 編曲 - 高田弘 / 歌 - 山野さと子、こおろぎ'73
エンディングテーマ - 「夢見るトッポ・ジージョ」
作詞 - 冬杜花代子 / 作曲 - 森田公一 / 編曲 - 高田弘 / 歌 - 山野さと子 （コーラス - こおろぎ73）

#### 放送リスト
| 話数                   | サブタイトル               | 脚本             | 絵コンテ         | 演出             | 作画監督          | 放送日           |
| トッポ・ジージョ       | トッポ・ジージョ           | トッポ・ジージョ | トッポ・ジージョ | トッポ・ジージョ | トッポ・ジージョ  | トッポ・ジージョ |
| ---------------------- | -------------------------- | ---------------- | ---------------- | ---------------- | ----------------- | ---------------- |
| 1                      | 帰って来たトッポ・ジージョ | 石黒昇           | 石黒昇           | 腰繁男           | 井口忠一 石之博和 | 1988年 4月27日   |
| 2                      | 住みか危機一髪!            | 忠沖智勇         | 腰繁男           | 腰繁男           | 遊佐和重          | 5月4日           |
| 3                      | ミミ救出作戦               | 和田梨乃         | 腰繁男           | 腰繁男           | 井口忠一          | 5月11日          |
| 4                      | アパートがこわされる!      | 相本嘉夫         | 大町繁           | 北川正人         | 石之博和          | 5月18日          |
| 5                      | ジーナの初恋               | 石黒昇           | 腰繁男           | 腰繁男           | 水田智美          | 5月25日          |
| 6                      | 酔いどれ手品師オサリバン   | 杉山卓           | 大町繁           | 大町繁           | 石之博和          | 6月1日           |
| 7                      | 地下水道の怪獣             | 忠沖智勇         | 石黒昇           | 北川正人         | 杉光登            | 6月8日           |
| 8                      | メガロの母 現わる          | 忠沖智勇         | 鈴木行           | 鈴木行           | 遊佐和重          | 6月15日          |
| 9                      | あの人形を追え             | 林たかし         | 大町繁           | 大町繁           | 石之博和          | 6月22日          |
| 10                     | ビッグベルの鐘を鳴らせ     | 和田梨乃         | 堀田あつ子       | 腰繁男           | 水田智美          | 6月29日          |
| 11                     | ティノの旅立ち             | 忠沖智勇         | 石黒昇           | 北川正人         | 杉光登            | 7月6日           |
| 12                     | キャットコンテスト         | 杉山卓           | 鈴木行           | 鈴木行           | 遊佐和重          | 7月13日          |
| 13                     | ジージョを解体しろ!        | 林たかし         | 青山弘           | 大町繁           | 石之博和          | 7月20日          |
| 14                     | ひとりぼっちのラブソング   | 和田梨乃         | 秦義人           | 腰繁男           | 水田智美          | 7月27日          |
| 15                     | メガロの災難               | 忠沖智勇         | 石黒昇           | 北川正人         | 杉光登 石之博和   | 8月10日          |
| 16                     | サーカスが街にやって来た   | 林たかし         | 鈴木行           | 鈴木行           | 遊佐和重          | 8月17日          |
| 17                     | コンドル屋敷のひみつ       | 林たかし         | 鈴木行           | 大町繁           | 遊佐和重          | 8月24日          |
| 18                     | ドラチュラ102世            | 忠沖智勇         | 腰繁男           | 腰繁男           | 石之博和          | 8月31日          |
| 19                     | 欲ばりスクルージ           | 忠沖智勇         | 北川正人         | 北川正人         | 杉光登            | 9月7日           |
| 20                     | 屋根裏の飛行場             | 杉山卓           | 鈴木行           | 鈴木行           | 石之博和 杉光登   | 9月14日          |
| 21                     | 猫になったジージョ         | 和田梨乃         | 小鹿英吉         | 大町繁           | 遊佐和重          | 9月21日          |
| 夢見るトッポ・ジージョ |                            |                  |                  |                  |                   |                  |
| 1                      | 海から来たホリー           | 忠沖智勇         | 腰繁男           | 腰繁男           | 木場田実 杉光登   | 10月7日          |
| 2                      | われら武闘軍団             | 林たかし         | 石黒昇           | 北川正人         | 杉光登            | 10月14日         |
| 3                      | ロロとジュジュの物語       | 忠沖智勇         | 小鹿英吉         | 小鹿英吉         | 遊佐和重          | 10月21日         |
| 4                      | ジージョ行方不明になる?!   | 渡辺麻実         | 新田義方         | 大町繁           | 石之博和          | 10月28日         |
| 5                      | 未来の見える犬             | 杉山卓           | 腰繁男           | 腰繁男           | 小泉謙三 遊佐和重 | 11月4日          |
| 6                      | ねずみのタタリ             | 忠沖智勇         | 木村哲           | 北川正人         | 杉光登            | 11月11日         |
| 7                      | やさしいライオン           | 林たかし         | 小鹿英吉         | 小鹿英吉         | 田中保            | 11月18日         |
| 8                      | ドーナツ・ロボット         | 林たかし         | 新田義方         | 今成英司         | 石之博和          | 11月25日         |
| 9                      | ジーナ金髪になる           | 渡辺麻実         | 腰繁男           | 腰繁男           | 遊佐和重          | 12月2日          |
| 10                     | さむいのは大嫌い           | 忠沖智勇         | 石黒昇           | 木村哲           | 杉光登            | 12月9日          |
| 11                     | オレが主役だ!              | 林たかし         | 小鹿英吉         | 小鹿英吉         | 石之博和          | 12月16日         |
| 12                     | 聖夜の贈り物               | 渡辺麻実         | 新田義方         | 今成英司         | 小泉謙三          | 12月23日         |
| 13                     | 名犬パク                   | 林たかし         | 腰繁男           | 腰繁男           | 遊佐和重          | 12月30日         |

#### 放送局
無印＝同時ネット、※＝遅れネット

##### 朝日放送制作時代
特筆の無い限り全て同時ネット。出典は1988年5月中旬 - 6月上旬時点のものとする。
- 朝日放送
- テレビ朝日
- 北海道テレビ
- 東日本放送
- 福島放送
- 新潟テレビ21
- テレビ信州
- 静岡けんみんテレビ（現：静岡朝日テレビ）
- 名古屋テレビ
- 広島ホームテレビ
- 瀬戸内海放送
- 九州朝日放送
- 鹿児島放送

##### テレビ東京制作時代
- テレビ東京
- テレビ愛知：金曜16:25-16:55(先行放送)
- テレビ大阪
- テレビせとうち

| テレビ朝日系列 水曜18:50枠                              | テレビ朝日系列 水曜18:50枠                          | テレビ朝日系列 水曜18:50枠                                  |
| 前番組                                                  | 番組名                                              | 次番組                                                      |
| ------------------------------------------------------- | --------------------------------------------------- | ----------------------------------------------------------- |
| グリム名作劇場 （1987年10月21日 - 1988年3月30日）       | トッポ・ジージョ （1988年4月27日 - 9月21日）        | ハーイあっこです （1988年10月12日 - 1989年3月29日）         |
| テレビ東京 金曜18:30枠                                  |                                                     |                                                             |
| キャプテン翼（再放送） （1985年5月3日 - 1988年9月16日） | 夢見るトッポ・ジージョ （1988年10月7日 - 12月30日） | ふしぎなコアラブリンキー (旧作) （1989年1月13日 - 6月30日） |

### 2003年版
2003年7月9日から2004年3月31日までキッズステーションで『トッポ・ジージョ劇場』と題して放送（水曜 16:30 - 17:00、リピート放送あり）。全38話＋テレビ未公開6話（DVDに収録）。

#### キャスト
- トッポ・ジージョ - 松野太紀
- ロージー - 皆口裕子
- ソニア - 茉雪千鶴
- ジジーニョ - 青山桐子

| キッズステーション 水曜16:30枠                                              | キッズステーション 水曜16:30枠                        | キッズステーション 水曜16:30枠                             |
| 前番組                                                                      | 番組名                                                | 次番組                                                     |
| --------------------------------------------------------------------------- | ----------------------------------------------------- | ---------------------------------------------------------- |
| アミーゴ情報局（再放送） （2003年4月16日 - 2003年7月2日） ※土曜8:00枠へ移動 | トッポ・ジージョ劇場 （2003年7月9日 - 2004年3月31日） | とっとこハム太郎 （2004年4月14日 - 2004年6月16日） ※帯番組 |

## 関連番組
『トッポとロージー』
フジテレビ、2001年4月7日から7月28日まで放送。
イタリア年である2001年、イタリアを紹介する番組。トッポジージョとロージーはCGキャラクターで登場。

## 書籍
- Ciao!トッポジージョ!! （フジテレビ出版、2001年、ISBN 4-594-03127-7）
- 小学館の絵文庫シリーズ１９巻  （小学館 1967年文髙橋克雄/絵せおたろう）

### コミックス
- トッポ・ジージョ（角川書店、2006年、石ノ森章太郎萬画大全集 石ノ森章太郎著 全2巻、ISBN 4045310010）[5][6][7]

## 広告出演
日本では1976年にカルピスのCMに出演し、萩本欽一と共演した。声は山崎唯が担当した。
1977年（昭和52年）頃、BOURBONがジージョのバターロール、ジージョのほおずきくん、などの菓子のキャラクターに起用しCMも流された。

## レコード

### イタリア語版
- ぼくはトッポ・ジージョ / マンマ (COSA DICI MAI / MAMMA) （シングル。歌 - トッポ・ジージョ〈声 - Peppino Mazzullo〉、1962年。日本では1966年発売）
- トッポ・ジージョのジングルベル / ホワイト・クリスマス（歌 - トッポ・ジージョ〈Peppino Mazzullo〉、1963年。日本では1966年発売）
- Se avessi la coda anch'io （歌 - トッポ・ジージョ〈Peppino Mazzullo〉、1974年）
- Strapazzami di coccole （歌 - トッポ・ジージョ〈Peppino Mazzullo〉、1974年）
- Che tipo di topo （歌 - メモ・レミージ（イタリア語版） & トッポ・ジージョ、1979年）

### 日本語版
- ぼくはトッポちゃん/すてきなロージィ（山崎唯、久里千春） - 1966年、東芝レコード[9]。
- トッポ・ジージョの虫の声（むしのこえ）レコード（山崎唯） - 1967年『幼稚園』『小学一年生』『小学二年生』10月号付録のソノシート。製造は朝日ソノラマ。ジャポニカ発刊記念[10][11][12]。山崎唯が歌う「蟲のこゑ」を収録。
- トッポ・ジージョとオルソ・ポピーの宝島騒動（山崎唯、曽我町子、久里千春） - 1967年、朝日ソノラマ[13]。
- トッポ ジージョ（1976年、ワーナー L-4021R (LP)） - カバーアルバム。下記（）内は原曲の歌手名。このうち、「ビューティフル・サンデー」と「およげ!たいやきくん」の2曲はA面・B面でシングルカットされた。
  - A面
    1. ビューティフル・サンデー（ダニエル・ブーン、田中星児ほか）[注釈 2]
    2. 山口さんちのツトム君（川橋啓史、斎藤こず恵ほか）
    3. 誘われてフラメンコ（郷ひろみ）
    4. おしえて（伊集加代子）
    5. 木綿のハンカチーフ（太田裕美）
    6. トッポのズンドコ節

  - B面
    1. およげ!たいやきくん（子門真人）
    2. 春一番（キャンディーズ）
    3. 心のこり（細川たかし）
    4. いっぽんでもニンジン（なぎら健壱）
    5. ヘイ・ポーラ（ポールとポーラ、田辺靖雄 & 梓みちよほか）
    6. かあさんの子守唄（大杉久美子）